# 김백봉
김백봉(金白峰, 1927년 2월 12일~2023년 4월 11일)은 대한민국의 무용가이다. 백봉은 예명이며, 본명은 김충실(金忠實)이다.
평안남도 강서군 초리면에서 태어나 일본 도쿄의 고등 여학교에서 배운 후, 4년 동안 최승희 무용연구소에서 무용을 배웠다. 1953년 서울에 김백봉 무용 연구소를 설립했으며, 1954년 한국예술무용 연구소를 세웠다. 1958년 동남아 친선 예술 사절단으로 순회 공연을 했고, 서울예술고등학교 강사·한국무용협회 이사·국제 극예술협회 상임위원 등을 역임했다. 1964년 경희대학교 무용과의 부교수, 1966년 학과장을 지냈으며, 서울시 문화상과 캄보디아 문화 훈장을 수상했다. 그의 창작품으로는 무용극《우리 마을의 이야기》, 그랜드 발레 《비련》, 창작 무용 《지효》 등이 있다. 부채춤의 창시자

## 같이 보기
- 김백봉춤연구회
- 부채춤

## 참고 문헌
- 이 문서에는 다음커뮤니케이션(현 카카오)에서 GFDL 또는 CC-SA 라이선스로 배포한 글로벌 세계대백과사전의 내용을 기초로 작성된 글이 포함되어 있습니다.